# Белвью (тауншип, Миннесота)
Белвью (англ. Bellevue) — тауншип в округе Моррисон, Миннесота, США. На 2000 год его население составило 1115 человек.

## География
По данным Бюро переписи населения США площадь тауншипа составляет 118,5 км², из которых 116,8 км² занимает суша, а 1,7 км² — вода (1,44 %).

## Демография
По данным переписи населения 2000 года здесь находились 1115 человек, 365 домохозяйств и 313 семей.  Плотность населения —  9,5 чел./км².  На территории тауншипа расположено 382 постройки со средней плотностью 3,3 построек на один квадратный километр. Расовый состав населения: 99,01 % белых, 0,18 % коренных американцев, 0,36 % азиатов, 0,09 % c Тихоокеанских островов, 0,09 % — других рас США и 0,27 % приходится на две или более других рас. Испанцы или латиноамериканцы любой расы составляли 0,45 % от популяции тауншипа.
Из 365 домохозяйств в 46,8 % воспитывались дети до 18 лет, в 75,1 % проживали супружеские пары, в 4,9 % проживали незамужние женщины и в 14,0 % домохозяйств проживали несемейные люди. 11,2 % домохозяйств состояли из одного человека, при том 3,3 % из — одиноких пожилых людей старше 65 лет. Средний размер домохозяйства — 3,05, а семьи — 3,28 человека.
33,4 % населения — младше 18 лет, 8,0 % — в возрасте от 18 до 24 лет, 26,2 % — от 25 до 44, 25,4 % — от 45 до 64, и 7,1 % — старше 65 лет. Средний возраст — 34 года. На каждые 100 женщин приходилось 106,1 мужчин.  На каждые 100 женщин старше 18 приходилось 111,1 мужчин.
Средний годовой доход домохозяйства составлял 44 886 долларов, а средний годовой доход семьи —  49 861 доллар. Средний доход мужчин —  30 227  долларов, в то время как у женщин — 24 125. Доход на душу населения составил 15 384 доллара. За чертой бедности находились 8,7 % семей и 11,0 % всего населения тауншипа, из которых 11,8 % младше 18 и 16,3 % старше 65 лет.